# Атлетика на Летњим параолимпијским играма 2016 — 400 метара за мушкарце Т13
Трка на 400 метара у класи 13 за мушкарце, била је једна од 29 дисциплина атлетског програма на Летњим параолимпијским играма 2016. у Рио де Жанеиру, Бразил. Такмичење је одржано 13. и 15. септембра на Олимпијском стадиону Жоао Авеланж.

## Земље учеснице
Учествовало је 10 такмичара из 6 земаља.
1. Алжир (3)
2. Бразил (2)
3. Етиопија (1)
4. Мароко (1)
5. Намибија (1)
6. САД (2)

## Рекорди пре почетка такмичења
(стање 8. септембра 2016.)
| Рекорди пре почетка Параолимпијских игара 2016.     | Рекорди пре почетка Параолимпијских игара 2016. | Рекорди пре почетка Параолимпијских игара 2016. | Рекорди пре почетка Параолимпијских игара 2016. | Рекорди пре почетка Параолимпијских игара 2016. | Рекорди пре почетка Параолимпијских игара 2016. |
| --------------------------------------------------- | ----------------------------------------------- | ----------------------------------------------- | ----------------------------------------------- | ----------------------------------------------- | ----------------------------------------------- |
| Светски рекорд                                      | 47,83                                           | Мохамед Амгуоун                                 | Мароко                                          | Доха, Катар                                     | 28. октобар 2015.                               |
| Параолимпијски рекорд                               | 48,59                                           | Алексеј Лабзин                                  | Русија                                          | Лондон, Уједињено Краљевство                    | 2. септембар 2012.                              |
| Рекорди после завршених Параолимпијских игара 2016. |                                                 |                                                 |                                                 |                                                 |                                                 |
| Светски рекорд                                      | 47,15                                           | Мохамед Амгуоун                                 | Мароко                                          | Рио де Жанеиро, Бразил                          | 15. септембар 2016.                             |
| Параолимпијски рекорд                               | 47,15                                           | Мохамед Амгуоун                                 | Мароко                                          | Рио де Жанеиро, Бразил                          | 15. септембар 2016.                             |

## Сатница
| Датум               | Време | Ниво               |
| ------------------- | ----- | ------------------ |
| 13. септембар 2016. | 17:30 | Квалификације (Г1) |
| 13. септембар 2016. | 17:38 | Квалификације (Г2) |
| 15. септембар 2016. | 12:12 | Финале             |

Сва времена су по локалном времену (UTC+3)

## Освајачи медаља
|                          |                            |                                |
| Мохамед Амгуоун · Мароко | Јоханес Намбала · Намибија | Мохамед Фоуад Хамоумоу · Алжир |

## Резултати

### Квалификације
Квалификације су одржане 13.9.2016. годину у 17:30 и 17:88. Такмичари су биле подељени у две групе. У финале су се пласирали прва 3 такмичара из сваке групе и 2 на основу резултата.,,
| Пласман | Група | Атлетичар              | Земља    | Класа | ЛР    | ЛРС   | Резултат | Белешка |
| ------- | ----- | ---------------------- | -------- | ----- | ----- | ----- | -------- | ------- |
| 1.      | 2     | Мохамед Амгуоун        | Мароко   | Т13   | 47,83 | 47,94 | 48,82    | КВ      |
| 2.      | 2     | Јоханес Намбала        | Намибија | Т13   | 48,68 | 49,47 | 49,01    | КВ, ЛРС |
| 3.      | 2     | Фуад Бака              | Алжир    | Т13   | 50,91 | 50,91 | 49,04    | КВ, ЛР  |
| 4.      | 1     | Мохамед Фоуад Хамоумоу | Алжир    | Т13   | 48,69 | 48,69 | 49,08    | КВ      |
| 5.      | 2     | Густаво Енрикве Араујо | Бразил   | Т13   | 49,66 | 49,91 | 50,09    | кв      |
| 6.      | 1     | Абделатиф Бака         | Алжир    | Т13   | 51,60 | 54,92 | 53,14    | КВ      |
| 7.      | 2     | Маркит Прајс           | САД      | Т13   | 50,49 | 50,49 | 50,20    | кв, ЛР  |
| 8.      | 1     | Тајсон Гунтер          | САД      | Т13   | 50,04 | 50,04 | 51,30    | КВ      |
| 9.      | 1     | Кеслеј Теодоро         | Бразил   | Т13   | 55,18 | 55,18 | 53.27    | ЛР      |
|         | 1     | Тамиру Демисе          | Етиопија | Т13   | 52,20 | 52,20 | НС       |         |

### Финале
Такмичење је одржано 15.9.2016. годину у 12:12,,
| Пласман | Атлетичар              | Земља    | Класа | езултат | Белешка    |
| ------- | ---------------------- | -------- | ----- | ------- | ---------- |
|         | Мохамед Амгуоун        | Мароко   | Т13   | 47,15   | СР, ПР, ЛР |
|         | Јоханес Намбала        | Намибија | Т13   | 47,21   | ЛР         |
|         | Мохамед Фоуад Хамоумоу | Алжир    | Т13   | 48,04   | ЛР         |
| 4.      | Фуад Бака              | Алжир    | Т13   | 49,09   |            |
| 5.      | Маркит Прајс           | САД      | Т13   | 49,96   | ЛР         |
| 6.      | Густаво Енрикве Араујо | Бразил   | Т13   | 50,06   |            |
| 7.      | Тајсон Гунтер          | САД      | Т13   | 50,36   |            |
|         | Абделатиф Бака         | Алжир    | Т13   | НС      |            |